# Guerra russo-giapponese
La guerra russo-giapponese (in giapponese 日露戦争??, Nichirosensō, in russo Русско-японская война? Russko-japonskaja vojna; 8 febbraio 1904 — 5 settembre 1905) oppose le ambizioni imperialistiche dell'Impero russo e dell'Impero giapponese per il controllo della Manciuria e della Corea. I principali teatri di operazione furono la Manciuria meridionale, in particolare le zone intorno alla penisola di Liaodong e a Mukden e i mari che circondano la Corea, il Giappone e il Mar Giallo.
La Russia cercava di ottenere un porto libero dai ghiacci nell'oceano Pacifico, come base militare, così come per il commercio marittimo. Vladivostok era utilizzabile solo durante la stagione estiva, ma Port Arthur poteva essere utilizzato tutto l'anno. Dalla fine della prima guerra sino-giapponese al 1903 i negoziati tra la Russia e il Giappone si dimostrarono inconcludenti. Il Giappone si offriva di riconoscere l'influenza russa sulla Manciuria in cambio del riconoscimento della Corea nella sfera di influenza giapponese. La Russia rifiutava questo riconoscimento, così il Giappone decise di scendere in guerra per contrastare quella che definiva come aggressione russa in Asia.
Dopo la rottura dei negoziati nel 1904 la Marina imperiale giapponese iniziò la guerra attaccando la flotta orientale russa a Port Arthur, una base navale nella provincia di Liaotung affittata alla Russia dalla Cina. La campagna militare che seguì, nella quale le forze armate giapponesi sconfissero i russi in una serie di battaglie navali e terrestri, fu una sorpresa per gli osservatori militari che la seguirono. Nel tempo le conseguenze di queste battaglie trasformarono la bilancia del potere nell'Asia orientale, dando sempre maggior peso all'ingresso del Giappone sulla scena della storia.

## Origini della guerra
Dopo il rinnovamento Meiji del 1868 il governo giapponese si imbarcò in una campagna per assimilare le idee, costumi e avanzamenti tecnologici occidentali. Per la fine del XIX secolo il Giappone era emerso dall'isolamento e si era trasformato in un moderno stato industriale in meno di mezzo secolo. Il Giappone voleva conservare la sua sovranità ed essere riconosciuto come pari dai poteri occidentali.
L'Impero russo aveva ambizioni territoriali sull'oriente. Per la fine degli anni novanta del XIX secolo si era espanso in Asia centrale (vedi Grande gioco), assorbendo nel processo gli stati locali e arrivando fino alla penisola della Kamčatka in oriente. Con l'estensione della Ferrovia Transiberiana fino al porto di Vladivostok, la Russia sperava di consolidare ulteriormente la sua influenza e presenza nella regione. Questo era esattamente quanto il Giappone temeva, dato che considerava la Corea (e in misura minore la Manciuria) come un cuscinetto protettivo.

### Prima guerra sino-giapponese (1894–1895)

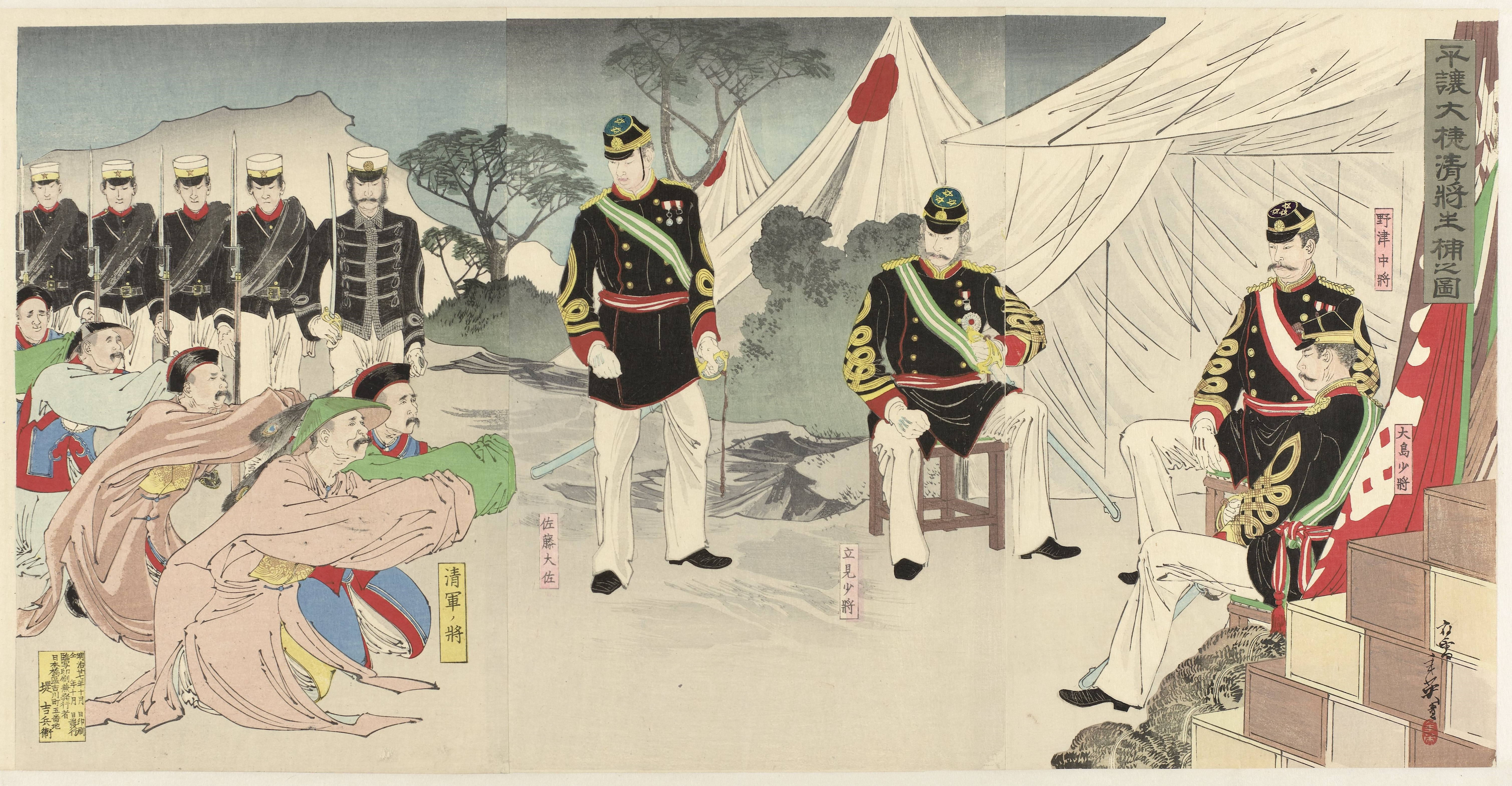
Generali cinesi si arrendono ai giapponesi a Pyongyang, ottobre 1894.

Nel 1894 la disputa tra il Giappone e l'Impero cinese per il controllo e l'influenza sulla Corea portò allo scoppio della prima guerra sino-giapponese. Una ribellione contadina spinse il governo coreano a richiedere l'assistenza di truppe cinesi per stabilizzare il paese. L'Impero giapponese rispose inviando le proprie forze in Corea e installando un governo fantoccio a Seul. La Cina reagì negativamente e ne seguì la guerra. Le truppe giapponesi scacciarono le forze cinesi dalla penisola di Liaodong e la marina giapponese distrusse quasi completamente quella cinese nella battaglia del fiume Yalu.
Cina e Giappone firmarono il 17 aprile 1895 il trattato di Shimonoseki in base al quale la Cina abbandonò ogni rivendicazione sulla Corea e cedette al Giappone Taiwan e Port Arthur. Tuttavia, tre potenze occidentali (Russia, Germania e Francia) intimarono al Giappone di abbandonare la penisola di Liaodong e Port Arthur con il Triplice Intervento del 23 aprile 1895. In cambio del ritiro dal trattato il Giappone ottenne una compensazione di 5 milioni di sterline dalla Cina e mantenne il controllo di Weihai nello Shandong. La gran parte della compensazione fu investita nell'acquisto di moderne navi da guerra nei cantieri britannici.

### Consolidamento russo in Asia centrale
In conseguenza della sconfitta la Cina era rimasta fortemente indebitata con l'estero, molte sue province erano state devastate dalla guerra e la dinastia Qing era stata screditata, sia internamente che all'estero. Ben presto le potenze occidentali approfittarono di questa situazione.
La prima fu la Francia che il 20 giugno 1895 ottenne una rettifica dei confini con il Vietnam settentrionale a suo favore e successivamente concessioni territoriali, commerciali e ferroviarie.
La Germania, che aveva interessi nello Shandong, ottenne nel 1897 l'affitto per novantanove anni della baia di Jiaozhou e della città portuale di Tsingtao, oltre a concessioni minerarie e ferroviarie nello Shangdong.
Il 3 giugno 1896 la Russia costrinse la Cina a firmare un'alleanza segreta per cui in cambio della protezione dal Giappone concedeva i diritti per concessioni ferroviarie in Manciuria che avrebbero accorciato notevolmente il percorso della transiberiana mentre il 27 marzo 1898 ottenne in affitto per 25 anni Port Arthur, Talienwan e le acque circostanti, con la concessione per costruire una linea ferroviaria fino a Port Arthur. La Russia iniziò immediatamente ad occupare il territorio e a fortificare Port Arthur e un anno dopo iniziò la costruzione della linea ferroviaria da Harbin attraverso Mukden fino a Port Arthur.
Il Regno Unito negoziò l'affitto per novantanove anni dei Nuovi Territori a Hong Kong e, allo scopo di tenere sotto controllo la flotta russa, l'affitto di Weihai, espellendo i giapponesi.

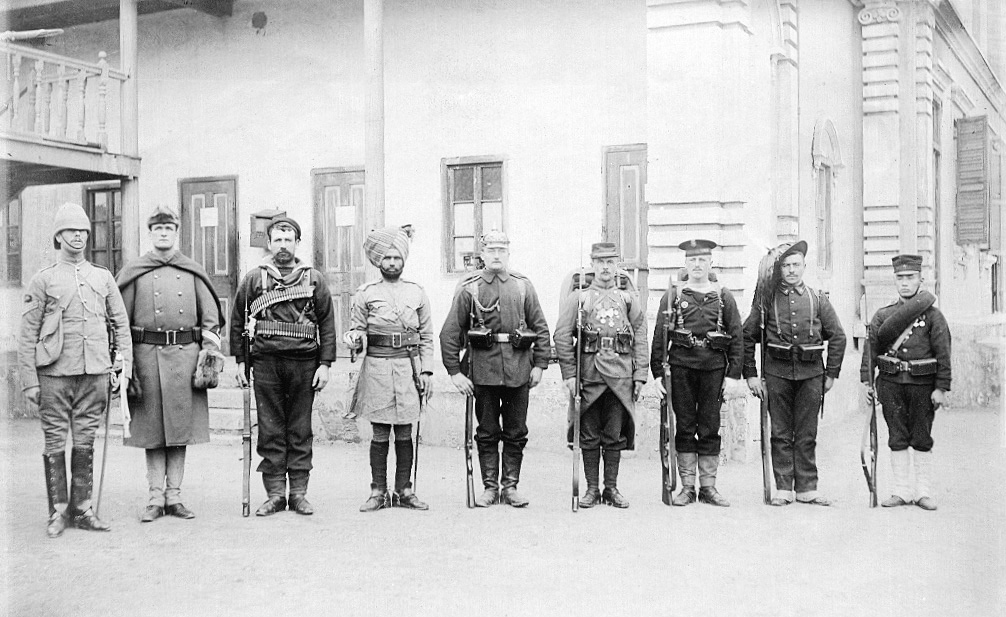
Truppe dell'Alleanza delle otto nazioni nel 1900. Da sinistra: Regno Unito, Stati Uniti, Australia, India britannica, Germania, Francia, Austria, Italia, Giappone.

Sia la Russia che il Giappone parteciparono all'Alleanza delle otto nazioni inviata nel 1900 per spegnere la ribellione dei Boxer e per portare soccorso alle delegazioni straniere assediate nella capitale cinese. Inoltre la Russia per proteggere i propri interessi in Manciuria inviò oltre 100000 soldati. Le truppe dell'Impero Qin e quelle dei ribelli non poterono opporsi a questo massiccio esercito. In conseguenza di ciò le truppe dell'impero cinese furono espulse dalla Manciuria dove si insediarono quelle russe. I mutui interessi del Giappone e del Regno Unito li spinsero stringere in risposta il 30 gennaio 1902 l'Alleanza anglo-giapponese, che garantiva al Giappone la neutralità britannica in caso di guerra contro la Russia e il sostegno militare in caso che la Russia fosse stata appoggiata da un'altra potenza.
A loro volta Russia e Francia pubblicarono il 16 marzo 1902 una dichiarazione congiunta che sosteneva i principi del trattato anglo-giapponese, riservandosi però il diritto di intervenire nel caso di problemi in Cina. L'8 aprile fu stretta la convenzione manciuriana tra Russia e Cina con cui la Russia confermava l'intenzione di evacuare la Manciuria, purché i cittadini russi fossero protetti dalla Cina. Comunque il programma di ritiro che consisteva in tre fasi ognuna della durata di sei mesi fu completato solo nella prima parte con l'evacuazione delle truppe russe dal territorio a sudoccidente di Mukden.. Nel 1903 la Russia presentò ulteriori richieste alla Cina, che furono respinte con il supporto di Regno Unito, Stati Uniti e Giappone, nonostante ciò la Russia continuò a fare pressione perché fossero accettate.

### Negoziati prima della guerra
Per il 1898 società russe avevano ottenuto concessioni minerarie e di sfruttamento dei boschi vicino ai fiumi Yalu e Tumen, un forte russo fu stabilito a Yongampo e i rapporti dei servizi segreti giapponesi indicavano che Port Arthur veniva pesantemente rifornito di viveri e che c'erano grandi movimenti di truppe russe verso la Corea. Tutti questi segni resero chiaro al Giappone che la Russia non aveva alcuna intenzione di onorare i suoi accordi e di trattare alla pari con il Giappone. Grazie all'alleanza anglo-giapponese firmata nel 1902 la Russia non avrebbe però potuto contare sull'aiuto tedesco o francese senza il pericolo di un coinvolgimento con il Regno Unito nella guerra. Grazie a quest'alleanza il Giappone si sentì libero di iniziare le ostilità se necessario.
Il 28 luglio 1903 il ministro giapponese a San Pietroburgo fu istruito a presentare una protesta giapponese per le richieste avanzate dalla Russia alla Cina, che non rappresentavano un rilassamento della loro presa sulla Manciuria, ma piuttosto un consolidamento. Il 12 agosto il Giappone presentò una bozza di trattato, e seguirono negoziati che al 13 gennaio 1904 arrivarono al punto in cui il Giappone chiedeva il riconoscimento della Corea nella sua sfera di influenza e riconoscendo la Manciuria come fuori da esse, chiedendo in cambio una simile dichiarazione russa.. Al 4 febbraio non era ancora stata ricevuta una replica formale e il 6 febbraio l'ambasciatore giapponese Kurino Shinichiro comunicò la sua partenza al ministro per gli affari esteri russo, Vladimir Nikolaevič Lamsdorf.
Nonostante i messaggi del barone Rosen, ambasciatore russo a Tokyo e le preoccupazioni del ministro della guerra, Kuropatkin (che per l'esasperazione si dimise qualche mese prima della guerra), i consiglieri più stretti dello zar Nicola II gli avevano assicurato che il Giappone non sarebbe entrato in guerra
L'ingresso in guerra del Giappone fu possibile grazie anche a una serie di prestiti per un ammontare complessivo di 200 milioni di dollari che riuscì ad ottenere grazie al finanziere ebreo Jacob Schiff, come reazione ai pogrom contro gli ebrei e per sintonia con la causa giapponese.

## Operazioni militari

### Composizione delle flotte

#### Giappone
- Corazzate: Mikasa, Asahi, Hatsuse, Shikishima (62000 t), Fuji, Jashima (25000 t), Tshin Tuen, Fuso (11000 t, 2° linea)
- Incrociatori corazzati: Nisskim, Kasuga, Iwate, Yzumo, Azuma, Jakumo, Asaza, Tokiwa (75000 t)
- Incrociatori protetti: Nijkata, Tsushima, Otawa, Tsiyoda, Tshitose, Kasagi, Takasago, Akaski, Suma,Yoshimo, Akitsushima (40000 t)
- Torpediniere: Tshihaya, Miyako, Tatsuta, Yaye-Yama (2400 t - 2° linea)
- Torpediniere prima classe: una ventina 100-150 t (2000 t)
- Torpediniere seconda classe: una ventina 80-100 t (1800 t - 2° linea)

#### Russia (Flotta del Pacifico)
- Corazzate: Retwisan, Peresvjet, Pobieda, Sebastopol (sic - Certamente è la Sevastopol), Poltava, Tzarewitz, Petropaulosh (sic - Certamente è la Petropawlosk) (85000 t)
- Incrociatori corazzati: Bayan, Russia, Rurik, Gromoboj, Bogatyr (51000 t)
- Incrociatori protetti:Askold, Variag, Pallada, Diana, Novik, Bajarin (33000 t)
- Siluranti: una ventina da 250 a 850 t a Porth Arthur una squadriglia (incerta) a Vladivostok (6000 t)
- Torpediniere: una decina da 100 a 200 t (1500 t)
- Sottomarini (sommergibili): due (tipo ignorato)

#### Russia (Flotta del Baltico)
- Corazzate: Orel, Slava, Borodino, Suvarov, Alexander III (tutte in allestimento all'inizio della guerra), Sissaj-Velikji, Navarin, Nikola I, Alexander II, Azova, Nackimof, Monomach, Minin, Butakov, Apraxine, Seniavine, Usakov (2° linea) (156000 t)
- Incrociatori protetti: Oleg, Svietlana, Kornilov, Yzumrud, Zemouk (gli ultimi due in allestimento) (24000 t)
- Incrociatori torpedinieri: Abrek, Vojovoda, Posadnik (24000 t)
- Siluranti: Una trentina da 200 a 850 t (9000 t)
- Torpediniere: Una cinquantina da 80 a 150 t (6000 t)

La Russia aveva altre due flotte (nel Mediterraneo e nel Mar Nero) che non intervennero nella guerra.

### Eserciti
Esercito giapponese : 12 divisioni (150000 uomini) più il Corpo della Guardia
Esercito russo: tre corpi (1º Corpo siberiano) a Vladivostok, 2º Corpo siberiano a Kirin-Mukden, 3º Corpo siberiano a Port Arthur e Tientsin, per un totale compreso fra 200000 e 270000 uomini.

### Dichiarazione di guerra
Il Giappone emise una formale dichiarazione di guerra il 10 febbraio 1904, anche se l'ammiraglio Tōgō aveva già ricevuto il 5 febbraio l'ordine di iniziare i movimenti della flotta, che salpò il giorno dopo verso gli obiettivi designati. Iniziare le operazioni militari prima della dichiarazione di guerra fu una costante nella storia del Giappone, che si comporterà così anche nell'attacco a Pearl Harbor nel dicembre 1941.

### Campagna del 1904

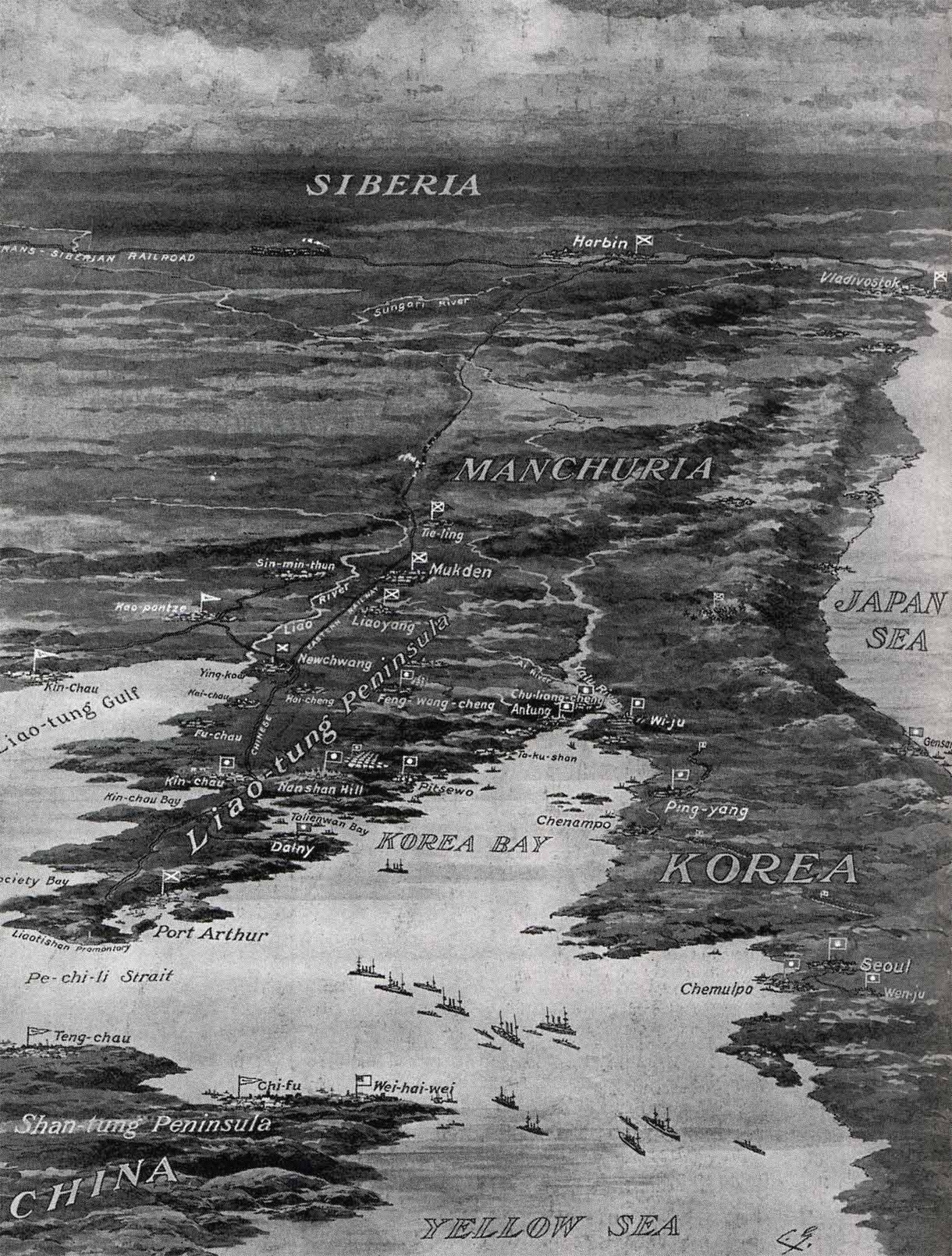
Lo scenario del conflitto.

Il Giappone necessitava di controllare il mare così da poter trasportare il proprio esercito sul continente asiatico in sicurezza, pertanto il loro primo obiettivo militare fu quello di neutralizzare la flotta russa. I primi combattimenti della guerra furono pertanto a Porth Arthur dove era ancorata la maggior parte della flotta russa e Chemulpo (ora Incheon), il principale porto della Corea. Il 7 febbraio la flotta giapponese si incontrò con l'incrociatore Akashi in servizio di pattuglia per controllare i movimenti della flotta russa e apprese che questa era all'ancora a Port Artur e quindi non poteva minacciare gli sbarchi giapponesi. Tre trasporti truppe con a bordo 2500 soldati, scortati da tre incrociatori e due torpediniere al comando del contrammiraglio Uryū Sotokichi furono inviati verso Chemulpo, mentre il grosso della flotta al comando dell'ammiraglio Togo proseguì verso Port Arthur.
L'attacco alla flotta russa avvenne in due fasi, la notte dell'8 febbraio i cacciatorpediniere giapponesi tentarono di cogliere di sorpresa le navi russe silurandole, ma riuscirono a danneggiare solo due navi da guerra, mentre il giorno dopo la flotta principale giapponese sfilò di fronte al porto cannoneggiando la flotta russa, che però era ormai in pieno stato di allerta e protetta dalle batterie costiere del porto, che costrinsero ben presto le navi giapponese a ritirarsi. Togo non riuscì a raggiungere il suo obiettivo di infliggere un colpo mortale alla flotta russa (solo quattro navi da battaglia russe furono danneggiate contro altrettante giapponesi), ma nel frattempo le forze di Uryu si impossessarono del porto coreano di Chemulpo, sbarcando le prime unità dell'esercito giapponese in Corea.
Lo zar Nicola II reagì alla notizia dell'attacco nominando l'ex ministro della guerra Aleksej Kuropatkin comandante delle forze di terra in estremo oriente e l'ammiraglio Stepan Osipovič Makarov a capo della flotta. Nei mesi successivi la marina giapponese mantenne il blocco di Port Arthur, ma si mostrò incapace di sferrare attacchi efficaci contro le navi russe in quanto esposti al fuoco dell'artiglieria nemica da terra, e dall'altro i russi rinunciarono ad affrontare battaglia in mare aperto, specialmente dopo la morte dell'ammiraglio Makarov, il 13 aprile. Nella notte tra il 23 e il 24 febbraio, i giapponesi tentarono di bloccare l'ingresso al porto facendo colare a picco alcune navi cariche di cemento nel canale antistante il porto. Tuttavia, le navi finirono in acque troppo profonde per creare un vero ostacolo ai russi. Un ulteriore tentativo effettuato il 26 marzo non ebbe egualmente successo.
A marzo il vice ammiraglio russo Makarov assunse il comando della Flotta del Pacifico, con l'intenzione di alleggerire la pressione attorno a Port Arthur. Da allora in poi entrambi i paesi belligeranti iniziarono a minare i porti nemici. Era la prima volta, nella storia militare, che le mine venivano usate per scopi dichiaratamente offensivi. Nel passato, infatti, le mine erano state utilizzate unicamente per difendere i porti dagli attacchi nemici. L'uso delle mine da parte dei giapponesi si rivelò particolarmente efficace il 12 aprile quando due corazzate russe, la Petropavlovsk e la Pobeda mentre uscivano da Port Arthur finirono in un tratto di mare minato dai giapponesi. La Petropavlovsk, comandata dallo stesso Makarov, affondò dopo un'ora, mentre la Pobeda, pur danneggiata gravemente, riuscì a rientrare in porto. Makarov scelse di morire rimanendo al comando della Petropavlosk mentre affondava. Ben presto però i russi ripagarono i giapponesi con la stessa moneta. Il 15 maggio due corazzate giapponesi, la Yashima e la Hatsuse, finirono sulle mine russe davanti a Port Arthur. La Yashima affondò in pochi minuti, portando con sé 450 marinai, mentre la Hatsuse colò a picco poche ore dopo. Il 23 giugno in una prova di sortita da Port Arthur delle forze russe, ora sotto il comando dell'ammiraglio Vitgef, fallì. A partire dalla fine del mese, Port Arthur era di nuovo sotto il fuoco dell'artiglieria giapponese.
L'azione della marina giapponese permise comunque all'esercito di continuare lo sbarco della 1ª Armata nella Corea del Nord da cui partì per occupare Seul e il resto della Corea. Per la fine di aprile, nonostante i rallentamenti causati dal disgelo e dal cattivo stato delle strade l'esercito imperiale al comando di Kuroki Itei era pronto ad attraversare il fiume Yalu e a penetrare nella Manciuria controllata dalle forze russe. In contrapposizione alla strategia giapponese basata su un attacco fulmineo mirato alla conquista in tempi brevi della Manciuria, la strategia russa prevedeva inizialmente delle operazioni di temporeggiamento che ostacolassero l'avanzata giapponese facendo guadagnare tempo prezioso per concentrare i rinforzi che dovevano giungere attraverso la ferrovia Transiberiana.
Il 1º maggio ci fu il primo scontro di rilievo tra i due eserciti: la battaglia del fiume Yalu. Le schermaglie ebbero inizio quando i giapponesi sferrarono un attacco contro le posizioni russe, dopo aver attraversato il fiume senza incontrare resistenza. Truppe giapponesi, nel frattempo, erano sbarcate in vari punti della costa della Manciuria e cominciarono a sospingere l'esercito russo verso Port Arthur. In questi scontri, tra cui la battaglia di Nanshan del 25 maggio, i giapponesi soffrirono perdite rilevanti, ma l'esercito russo tenne un atteggiamento passivo e rinunciò quasi sempre ad operazioni di contrattacco.
Il Giappone cominciò un lungo assedio di Port Arthur, che era stata pesantemente fortificata dai russi. Il 10 agosto la flotta russa tentò di spezzare l'assedio e proseguire verso Vladivostok, ma fu intercettata e sconfitta nella battaglia del Mar Giallo. Il resto della flotta russa rimase a Port Arthur sotto il fuoco delle forze d'assedio. Ogni tentativo di soccorso da parte delle forze di terra russe fallì e, dopo la battaglia di Liaoyang verso la fine di agosto, i russi si ritirarono a Mukden (l'odierna Shenyang). Port Arthur cadde il 2 gennaio 1905, dopo una serie di combattimenti molto sanguinosi.
Nel corso del 1904, la flotta russa di Vladivostok effettuò alcune crociere per minacciare il traffico giapponese o per attirare su di sé la flotta giapponese, permettendo in tal modo l'uscita della flotta da Port Arthur, tutte senza risultati rilevanti, ma con la perdita dell'incrociatore Rurik.

#### Tentativo di uscita da Port Arthur del 10 agosto
Il 10 agosto la flotta russa tentò di forzare l'uscita da Port Arthur, ed alle 10.30 prese rotta fuori da Port Arthur in direzione sud, mentre la forza di blocco giapponese si era radunata a 20 km a sud dell'isola di Gugau. Togo organizzò la flotta su tre reparti, cercando di tagliare la ritirata alle forze russe. Circa alle 12 con le due squadre 35 km da Port Arthur iniziò il tiro a grandissima distanze, alle 13.30 gli incrociatori dell'avanguardia giapponese (1º reparto) avevano preso posizione in coda alla formazione russa. A questo punto, fra le 13.30 e le 14, i russi schierarono i loro incrociatori sotto la protezione delle corazzate e delle siluranti. Alle 15 i russi invertirono nuovamente la rotta dirigendosi, sempre su due colonne, verso SE con l'avanguardia giapponese di poppa e con il grosso della flotta a fianco, mentre un terzo reparto cercava di avvolgerli di prora. Tra le 16 e le 17 ebbe luogo un combattimento fra le flotte su linee parallele. A tale ora ebbe inizio un combattimento ravvicinato che durò circa un'ora, in cui la squadra russa fu avviluppata dalla flotta giapponese, nel corso del combattimento l'ammiraglio russo Withef (comandante in capo della flotta) fu ferito mortalmente, ed alle 17.45 fu segnalato alla squadra che egli trasmetteva il comando all'ammiraglio più anziano. A questo punto, dato che l'ammiraglio Uchmotsky, che si trovava sulla Peresvet, non poteva più trasmettere segnali si perse la direzione della battaglia. Alle 18 la Peresvet, seguita da Pobieda, Poltava, Sevastopol diresse su Port Arthur, seguita successivamente da Retwisan, Pallada, Mongolia ed alcune siluranti. A questo punto la battaglia si trasformò in tre scontri distinti, fra la squadra di Utmoski che tentava di riaprirsi la via verso Port Arthur, fra la squadra di incrociatori del Reizenstein che tentava di aprirsi la strada fra l'avanguardia ed il 3º reparto giapponese, fra la Czarewitch ed alcune siluranti russe e navi giapponesi dell'avanguardia e del 3º reparto. I combattimenti continuarono nel corso della notte, al mattino successivo rientrarono a Port Arthur le corazzate Perseviet, Retwisan, Poltava, Pobieda e Sevastopol, l'incrociatore Pallada e la nave ospedale Mongolia. Gli incrociatori di Rezenstein ruppero l'accerchiamento, ma non furono in grado, per carenza di carbone, di dirigere direttamente su Vladivostok, l'Askold fu seguito inizialmente dal solo Novik, avendo perso di vista Pallada e Diana, successivamente fu dismsto e internato a Shangai il 13 agosto. Il Nowick, dopo aver fatto rifornimento a Tsingtao diresse su Shangai, ma, intercettato a Korschoff (Isola di Shakalin) dal Tsushima il 20 agosto combatté per un'ora prima del tramonto ed il giorno successivo, di fronte a Chitose, venne affondato su ordine del comandante. Il Diana, rimasto isolato, diresse su Shangai e successivamente su Saigon dove venne internato e disarmato.
La Czarevitch sostenne il combattimento fino alle 18, poi tentò di riunirsi agli incrociatori di Reizenstein, ma, limitata nella velocità e nella manovrabilità, fu costretta a dirigere su Tsin-tai dove sarà internata il 15 agosto con le siluranti Bezuumny, Bezstrasny e Bezposcadny.
I danni dei giapponesi, a parte la Mikasa (nave ammiraglia di Togo), furono limitati, con perdite di meno di 1/10 degli effettivi, mentre la Mikasa perse 1/5 dell'equipaggio.

### 1905: la mobilitazione della flotta russa

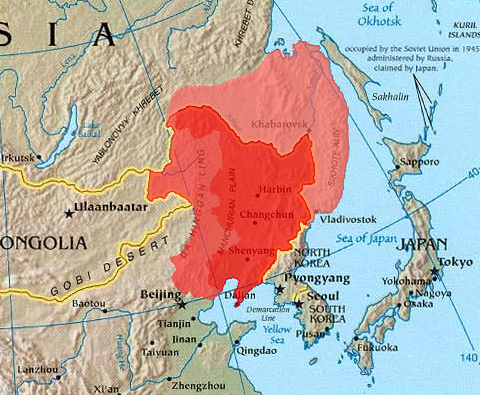
Grande Manciuria. La Manciuria Russa è la regione in alto a destra in rosso chiaro; la penisola di Liaodong è il braccio di terra che si estende nel Mar Giallo.

L'esercito giapponese ora poteva sferrare un attacco verso nord, e a marzo venne espugnata Mukden. Il pessimo andamento della guerra convinse il governo zarista a compiere una mossa estrema: in tutta fretta i russi decisero di inviare nel mar del Giappone la propria flotta di navi militari. Al comando dell'ammiraglio Rožestvenskij cinquanta navi da guerra salparono alla fine di agosto 1904 dalla base di Kronštadt, di fronte a San Pietroburgo, dirette a Vladivostok. Dovevano circumnavigare l'Europa e l'Africa passando per il Capo di Buona Speranza, per risalire in seguito l'Oceano Indiano fino all'Estremo Oriente. Contro l'opinione dello stesso ammiraglio Rožestvenskij furono inserite nella flotta, inizialmente basata solo sulle più moderne unità della marina imperiale russa, anche alcune vecchie corazzate, che, pur non essendo completamente obsolete, rendevano la flotta più lenta e, in ultima analisi, più debole ed esposta agli attacchi giapponesi.
L'impresa, estremamente complessa, doveva essere compiuta in dieci mesi. Poco dopo l'inizio del viaggio ci fu un incidente che per poco non sfociò in una crisi diplomatica: il 21 ottobre 1904, mentre attraversava il Mare del Nord nelle acque territoriali della Gran Bretagna (alleata del Giappone ma neutrale), la flotta russa fece fuoco su innocui pescherecci inglesi che erano stati scambiati per cacciatorpediniere giapponesi (l'incidente di Dogger Bank). Per Rožestvenskij fu un miracolo se la flotta raggiunse la destinazione incolume e nei tempi previsti. La flotta russa si riforniva di carbone in mare (grazie ad un accordo con una compagnia commerciale tedesca; la Germania, pur non alleata con la Russia, mantenne un atteggiamento di benevola neutralità), e poteva entrare solo brevemente nei porti controllati dalla Francia (alleata della Russia, ma neutrale). Questo causò il progressivo deterioramento delle navi, in particolar modo quelle più vecchie. Inoltre per non rovinare le canne dei cannoni, che non sarebbero state sostituibili fino a Vladivostok, le esercitazioni di tiro furono notevolmente ridotte.
Nel frattempo i giapponesi non erano restati a guardare. L'ammiraglio Tōgō sapeva in anticipo quanto tempo sarebbe occorso alla flotta nemica per arrivare a destinazione, cosicché cominciò a studiare delle contromisure per impedire che le navi russe attraccassero a Vladivostok. Molte informazioni arrivarono ai giapponesi tramite la stampa internazionale, infatti inesplicabilmente la marina russa non applicò la più rigida censura militare sui suoi piani di guerra, che in piccola parte furono pubblicati persino dai giornali giapponesi; Rožestvenskij si lamentò più volte di questo fatto ma non riuscì ad impedire le fughe di informazioni, né poteva evitare di passare accanto a porti e navigli neutrali. La flotta russa fu intercettata nello Stretto di Corea, di fronte all'isola di Tsushima, da cui la grande battaglia navale prese il nome. Questo accadde anche perché, contro gli ordini del suo ammiraglio, il capitano di una nave russa non aveva rispettato l'oscuramento durante la navigazione notturna ed era stata individuata. Con navi più veloci e dotate di armi più moderne, guidate con straordinaria perizia dall'ammiraglio Togo, cui riuscì alla perfezione la manovra vincente (il cosiddetto Taglio del T), i giapponesi risolsero tutto in poche ore. Alla sera del 27 maggio 1905, i cannoni nemici avevano annientato tutte le otto corazzate della flotta russa e ridotto il loro comandante in fin di vita.

## Conclusione della guerra

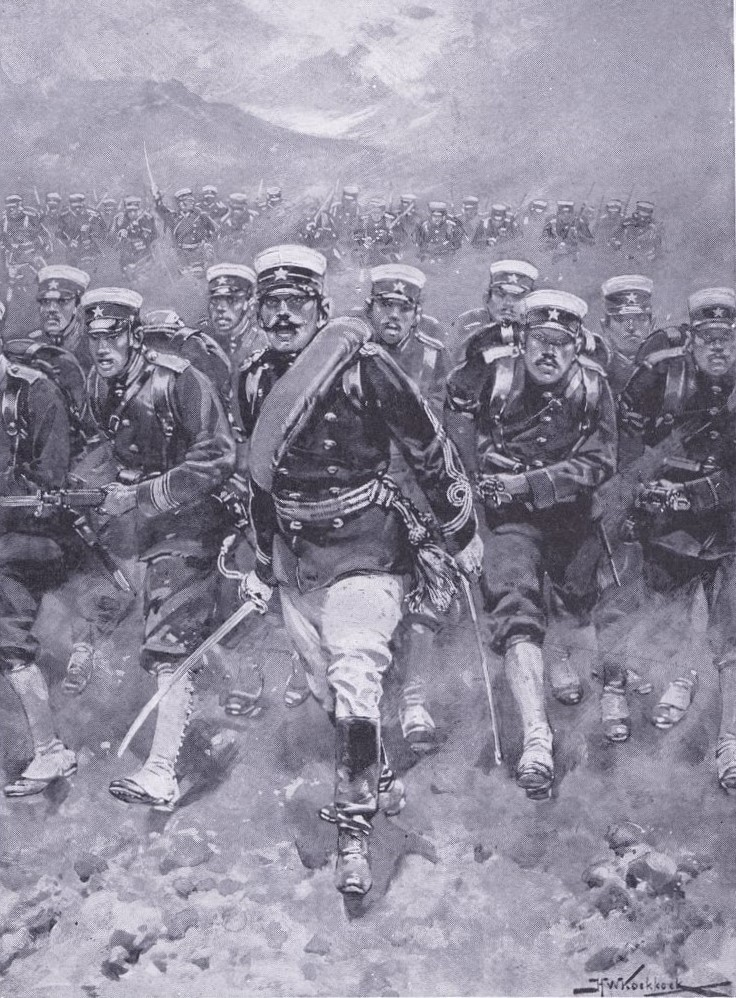
Fanteria giapponese

Nonostante la Russia avesse un esercito più numeroso di quello giapponese, le recenti sconfitte avevano lasciato il segno. I generali russi premevano per una continuazione delle ostilità, anche a costo di lasciare relativamente sguarnito lo scacchiere europeo; infatti, grazie alla ferrovia Transiberiana, enormi masse di soldati venivano trasportate fino alla zona del fronte, e il loro numero stava salendo vertiginosamente negli ultimi mesi della guerra, raggiungendo una proporzione di 3 ad 1 rispetto ai giapponesi. Inoltre, i soldati russi erano meglio armati ed equipaggiati nel 1905 di quanto non fossero nel 1904, mentre il governo nipponico era a rischio bancarotta ed il suo esercito, seppur sempre vittorioso, era ormai sfinito per i due anni di guerra e le dure condizioni dell'inverno in Manciuria. Negli scontri minori, inoltre, la cavalleria russa si era sempre rivelata notevolmente superiore a quella giapponese (anche perché appoggiata da reggimenti di artiglieria a cavallo, che i nipponici praticamente non possedevano) ed il fianco occidentale dello schieramento giapponese ben si prestava ad un'offensiva di cavalleria.
Contro questa ipotesi dei generali russi vi erano però alcuni fattori: l'esercito russo si era mal comportato in azione, soprattutto perché mal comandato e mal organizzato; nessuna riforma organizzativa era stata fatta; i pessimi comandanti russi rimanevano ai loro posti di comando, mentre molti dei migliori ufficiali erano morti combattendo e non erano ancora stati rimpiazzati. Inoltre il morale dell'esercito giapponese non era provato, malgrado le durissime perdite patite, in particolar modo attorno a Port Arthur, mentre quello dell'esercito russo era vicino al collasso, con diserzioni e occasionali ammutinamenti. L'enorme massa di soldati russi inoltre era anche mal rifornita di viveri, con occasionali casi di scorbuto nell'inverno 1904-1905, e proteste per la qualità del rancio che si erano diffuse in diverse unità. Su questi problemi si interrogavano tutti i partiti ed i movimenti russi, non solo quelli rivoluzionari, ma anche quelli di ispirazione liberale o religiosa.
Nel corso del 1905, la Russia fu scossa dalla rivoluzione del 1905, che mise a dura prova la stabilità del governo. Il sindaco di Mosca, che in un paese autocratico e privo di un parlamento aveva un enorme potere morale, chiese la pace, interpretando l'opinione pubblica non solo della capitale, ma di tutto il paese e di alcune parti delle forze armate. In Russia si preferì negoziare una pace che permettesse di concentrarsi sulle questioni interne.
L'offerta di mediazione del presidente statunitense Theodore Roosevelt condusse al Trattato di Portsmouth (New Hampshire), il 5 settembre 1905. La Russia cedette al Giappone la metà meridionale dell'isola di Sachalin, che era stata sino ad allora sotto il dominio russo (l'isola sarebbe ritornata ai russi nel 1952 con il Trattato di San Francisco dopo la seconda guerra mondiale). Inoltre i russi dovettero rinunciare al controllo della base navale di Port Arthur e della penisola circostante. Dovettero infine ritirarsi dalla Manciuria e riconoscere la Corea come una zona di influenza giapponese. Il Giappone avrebbe annesso la Corea nel 1910 scatenando le proteste internazionali.
Fu questa una delle prime vittorie dell'era moderna di una nazione asiatica su una europea: il Giappone rafforzò il suo prestigio e cominciò ad essere considerato una grande potenza moderna.

## Elenco delle operazioni militari
- Battaglia di Port Arthur, incerta
- Battaglia della baia di Chemulpo, vittoria giapponese
- Battaglia del fiume Yalu, vittoria giapponese
- Battaglia di Nanshan, vittoria giapponese
- Battaglia di Te-li-Ssu, vittoria giapponese
- Battaglia di Tashihchiao, vittoria giapponese
- Battaglia di Hsimucheng, vittoria giapponese
- Battaglia del Mar Giallo, vittoria giapponese
- Battaglia del Mare del Giappone, vittoria giapponese
- Assedio di Port Arthur, vittoria giapponese
- Battaglia di Liaoyang, vittoria giapponese
- Battaglia di Shaho, incerta
- Battaglia di Sandepu, incerta
- Battaglia di Mukden, vittoria giapponese
- Battaglia di Tsushima, vittoria giapponese